# San Nicolás, Olancho
San Nicolás är en ort i Honduras.   Den ligger i departementet Departamento de Olancho, i den centrala delen av landet, 120 km nordost om huvudstaden Tegucigalpa. San Nicolás ligger 408 meter över havet och antalet invånare är 1 313.
Terrängen runt San Nicolás är kuperad söderut, men norrut är den platt. Runt San Nicolás är det ganska glesbefolkat, med 31 invånare per kvadratkilometer. Närmaste större samhälle är Juticalpa, 13,4 km norr om San Nicolás. Omgivningarna runt San Nicolás är en mosaik av jordbruksmark och naturlig växtlighet.